# Soberanía de Dios en el cristianismo
La soberanía de Dios» en el cristianismo puede definirse como el derecho de Dios a ejercer su poder omnipotente sobre su creación. La soberanía puede incluir también la forma en que Dios ejerce su poder. Sin embargo, este aspecto es objeto de divergencias, especialmente en relación con el concepto de las limitaciones autoimpuestas por Dios. La correlación entre la soberanía de Dios y el libre albedrío humano es un tema crucial en los debates sobre la naturaleza significativa de la elección humana.

## Definición
Los diccionarios teológicos ofrecen definiciones bastante uniformes del concepto de soberanía de Dios. En un primer momento, puede verse como su «derecho absoluto a hacer todas las cosas según su propio beneplácito». Con más matices, puede verse como la enseñanza «de que todas las cosas provienen de Dios y dependen de Él. ... [Esto] no significa que todo lo que ocurre en el mundo sea voluntad de Dios». Más precisamente, puede definirse como un concepto doble: «En primer lugar, puede verse como el derecho divino a gobernar totalmente; en segundo lugar, puede extenderse para incluir el ejercicio de este derecho por parte de Dios. En cuanto al primer aspecto, no hay debate. La diferencia de opinión surge con respecto al segundo aspecto».
Según estas definiciones, la soberanía de Dios en el cristianismo puede definirse como el derecho de Dios a ejercer su poder dominante sobre su creación. La forma en que Dios ejerce su poder es objeto de diferentes opiniones. Los calvinistas suelen considerar este ejercicio como un aspecto inherente al concepto más amplio de soberanía. Por el contrario, los no calvinistas también pueden integrar este ejercicio del poder dentro del concepto de soberanía O bien lo consideran de forma distinta, a través del concepto de divina providencia.
La soberanía de Dios debe distinguirse de los eternos atributos de Dios. Por ejemplo, la omnipotencia de Dios es su cualidad de tener un poder ilimitado. Este atributo no es contingente de nada más que Dios mismo y, por lo tanto, es uno de sus atributos eternos. La soberanía de Dios, como derecho a ejercer su poder dominante sobre su creación, es contingente de su creación. La soberanía de Dios solo surte efecto una vez que existe la creación sobre la que se puede expresar. Si se considera que la soberanía de Dios es uno de sus atributos, es un atributo temporal. La soberanía de Dios debe verse entonces como su derecho a expresar su atributo eterno de omnipotencia sobre su creación, matizado por sus otros atributos eternos, como la omnibenevolencia y la omnisciencia.

## Puntos de vista teológicos

### Perspectivas sobre la soberanía de Dios en acción
A lo largo de la historia, los teólogos cristianos han defendido una teodicea basada en el libre albedrío. Además, la cuestión de si la forma en que Dios expresa su soberanía es compatible con decisiones humanas significativas y libres de coacción es una cuestión teológica importante en el cristianismo. El debate sobre esta cuestión fue expresado claramente por primera vez por Agustín de Hipona en el siglo IV. El debate ha continuado a través de diversas formas, en particular a través del debate calvinista-arminiano hasta nuestros días. Posteriormente, los teólogos han articulado diversas perspectivas sobre cómo el ejercicio de la soberanía de Dios se corresponde con distintas limitaciones autoimpuestas.

### Opiniones cristianas primitivas
Los padres de la Iglesia griegos creían en el libre albedrío clásico teísmo clásico y se oponían al determinismo teológico como medio para ejercer la soberanía de Dios. Por ejemplo, San Máximo el Confesor (c. 580 – 13 de agosto de 662) argumentaba que, dado que los seres humanos están hechos a imagen y semejanza de Dios, poseen el mismo tipo de autodeterminación que Dios. La tradición teológica anterior a Agustín (354-430) enfatiza de manera uniforme la libertad de la voluntad humana. Sin embargo, Agustín expresó la soberanía de Dios como su control continuo y su gobierno unificador sobre el universo.

### Puntos de vista católicos
La enseñanza cristiana sobre la providencia en la Alta Edad Media fue desarrollada de forma más completa por Tomás de Aquino en la Summa Theologica (1274). Consideraba el concepto de providencia como un cuidado ejercido por Dios sobre el universo.
El Catecismo de la Iglesia Católica (1993) expresa el concepto de la soberanía de Dios como su dominio sobre la creación, permitiendo el libertarismo humano y la cooperación con él: «Dios es el soberano dueño de su plan. Pero para llevarlo a cabo, también se sirve de la cooperación de sus criaturas. Este uso no es un signo de debilidad, sino más bien una muestra de la grandeza y bondad de Dios todopoderoso. Dios concede a sus criaturas no solo la existencia, sino también la dignidad de actuar por sí mismas, de ser causas y principios unas para otras».

### Punto de vista ortodoxo oriental
En general, la teología oriental pone mucho más énfasis en la libertad humana y menos en la soberanía de Dios que las corrientes agustiniana y reformada de la teología occidental. El punto de vista ortodoxo sobre el libre albedrío humano se acerca al punto de vista wesleyano-arminiano.

### Punto de vista reformado
Los ortodoxos reformados (tanto el calvinismo histórico como el edwardsiano) consideran que la soberanía de Dios se expresa a través del determinismo teológico. Esto significa que todos los acontecimientos del mundo están determinados por Dios. Como dice la «Confesión de fe de Westminster»: «Dios, desde toda la eternidad, por el consejo más sabio y santo de su propia voluntad, ordenó libremente y de manera inmutable todo lo que sucede».
Desde esta perspectiva, solo Dios posee libre albedrío en el sentido de autodeterminación última. Además, Dios actúa a través del voluntarismo en su sentido nominalista. Esto significa que lo que Dios hace es bueno no porque esté guiado por su carácter o estructura moral dentro de su naturaleza, sino solo porque Dios lo quiere. Además, el calvinismo afirma un determinismo suave que implica el semicompatibilismo, lo que implica la compatibilidad entre la responsabilidad humana por un acto y su determinación por parte de Dios.
En cuanto a la salvación, Calvino enseñó expresamente que es decisión soberana de Dios determinar si un individuo es salvo o condenado. Escribe: «Por predestinación entendemos el decreto eterno de Dios, por el cual determinó consigo mismo todo lo que quería que sucediera con respecto a cada hombre. No todos son creados en igualdad de condiciones, sino que algunos están predestinados a la vida eterna y otros a la condenación eterna; y, en consecuencia, como cada uno ha sido creado para uno u otro de estos fines, decimos que ha sido predestinado a la vida o a la muerte». De hecho, las acciones humanas que conducen a este fin también están predeterminadas por Dios.
En cuanto a la oración, desde el punto de vista calvinista de Edwards, puede verse como un medio predeterminado para un fin predeterminado. De manera más general, desde el punto de vista calvinista mayoritario, la oración no puede cambiar por sí misma lo que está predeterminado por Dios. En concreto, la oración por la salvación no cambiará la condena predeterminada de algunos. Tampoco la oración por la salvación provocará la salvación predeterminada de los elegidos.

### Punto de vista arminiano
El arminianismo acepta el teísmo clásico, que afirma que Dios es omnipresente, omnipotente y omnisciente. Según esta visión, el poder, el conocimiento y la presencia de Dios no tienen limitaciones externas, es decir, fuera de su naturaleza y carácter divinos.
Además, la visión del arminianismo sobre la forma en que Dios expresa su soberanía, es decir, su providencia, se basa en postulados derivados del carácter de Dios, especialmente tal y como se revela plenamente en Jesucristo. Por un lado, la elección divina debe definirse de tal manera que Dios no sea en ningún caso, ni siquiera de forma secundaria, el autor del mal. Por otro lado, debe preservarse absolutamente la responsabilidad del hombre por el mal. Estos dos postulados se consideran necesarios para corresponder al carácter de Dios y describen la manera en que Dios elige manifestar su soberanía al interactuar con sus criaturas:
Por un lado, requiere que Dios actúe según un modo voluntariamente limitado de providencia. Esto significa que Dios ejerce deliberadamente su soberanía sin determinar todos los acontecimientos. Por otro lado, requiere que la elección de Dios sea una «predestinación por presciencia».. La presciencia de Dios sobre el futuro es exhaustiva y completa, por lo que el futuro es cierto y no contingente a la acción humana. Dios no determina el futuro, pero lo conoce. La certeza de Dios y la contingencia humana son compatibles.
Para los arminianos, entonces, la decisión de creer y arrepentirse es una decisión que un Dios soberano concedió a la humanidad. Así, el libre albedrío es concedido y limitado por la soberanía de Dios, pero la soberanía de Dios permite a todos los hombres la elección de aceptar el evangelio de Jesús a través de la fe, permitiendo simultáneamente a todos los hombres resistirse.